# Уэстбрук, Данниэлла
Данниэ́лла Уэ́стбрук (англ. Danniella Westbrook; 5 ноября 1973, Уолтемстоу, Лондон, Англия, Великобритания) — английская  актриса и телеведущая.

## Биография
Данниэлла Уэстбрук родилась в Уолтемстоу (Лондон, Англия, Великобритания) в семье таксиста Эндрю Уэстбрука и продавщицы Сьюзан Уэстбрук (в девичестве Мэйнард), которые в настоящее время разведены. У неё есть младший брат — Эндрю Джей Уэстбрук (род.1981), старший и младший сводные братья по отцу от его первого и третьего браков — Джастин Дрю Уэстбрук (род.1970) и Джорджия Элизабет Уэстбрук (род.1997), соответственно.
В детстве Данниэлла увлекалась верховой ездой и всегда хотела стать знаменитой. В 8-летнем возрасте Уэстбрук начала посещать театральную школу «Sylvia Young Theatre School» по воскресеньям, в которой также обучались Дениз ван Аутен и Никола Стейплтон, её будущая коллега по мыльной опере «Жители Ист-Энда» (она играла в ней роль Сэм Митчелл в 1990—2010 года). До 12-летнего возраста она обучалась в частной школе, которая одобряла её обучение актёрскому мастерству.

## Личная жизнь
С 1996 по 1998 год Уэстбрук встречалась с Робертом Фернандесом. В этих отношениях у неё родился сын — Кай Джордан Уэстбрук (род. 23 ноября 1996). В 1998 году Уэстбрук и Фернандес попали в автокатастрофу на автомобиле, которым управлял Фернандес со скоростью 85 миль/ч. Уэстбрук вылетела через лобовое стекло автомобиля и получила серьёзные травмы лица и вывих глаза. Позже она перенесла корректирующую пластическую операцию и избавилась от своих увечий. Вскоре после инцидента Уэстбрук и Фернандес расстались. 
С 1998 по 1999 год Уэстбрук была замужем за водителем фургона Беном Морганом.
С 2001 по 2014 год Уэстбрук была замужем за бизнесменом Кевином Дженкинсом. В этом браке у Уэстбрук родилась дочь — Джоди Би Дженкинс (род. 5 сентября 2001). Джоди родилась на три месяца раньше положенного срока при помощи экстренного кесарева сечения из-за неправильно расположения в утробе. Она была названа в честь любимой актрисы Уэстбрук — Джоди Фостер.
С 2013 по 2014 год Уэстбрук встречалась со спортсменом Томом Ричардсом. 7 июня 2014 года у неё случился выкидыш.
В августе 2018 года Уэстбрук был поставлен диагноз «остеопороз».
В 2017 году Уэстбрук была помолвлена с Аланом Томасоном. В середине сентября 2017 года у неё случился выкидыш на 7-й неделе беременности.
В августе 2018 года Уэстбрук был оставлен диагноз «рак матки», первые симптомы которого проявились полтора года назад и изначально были ошибочно приняты за беременность. Уэстбрук, учитывая печальный опыт борьбы с такой же болезнью своей покойной подруги Джейд Гуди, прошла гистерэктомию в октябре 2018 года, после чего пошла на выздоровление.

## Фильмография
| Год       |   | Русское название           | Оригинальное название | Роль        |
| --------- | - | -------------------------- | --------------------- | ----------- |
| 1990—2010 | с | Жители Ист-Энда            | EastEnders            | Сэм Митчелл |
| 1993—1994 | с | Фрэнкс Стаббс способствует | Frank Stubbs Promotes | Дон Диллон  |
| 2012—2013 | с | Холлиокс                   | Hollyoaks             | Труди Райан |
| 2014      | ф | Направленная толпа         | Mob Handed            | мать        |
| 2015      | ф | В молитвах                 | On a Prayer           | Мишель      |